# 本宮山 (松江市)
本宮山（ほんぐうざん）は、島根県松江市北西部に位置する山である。
標高は279.4mで、古代には今は同市大垣町に移った高野宮があった。

## 城跡

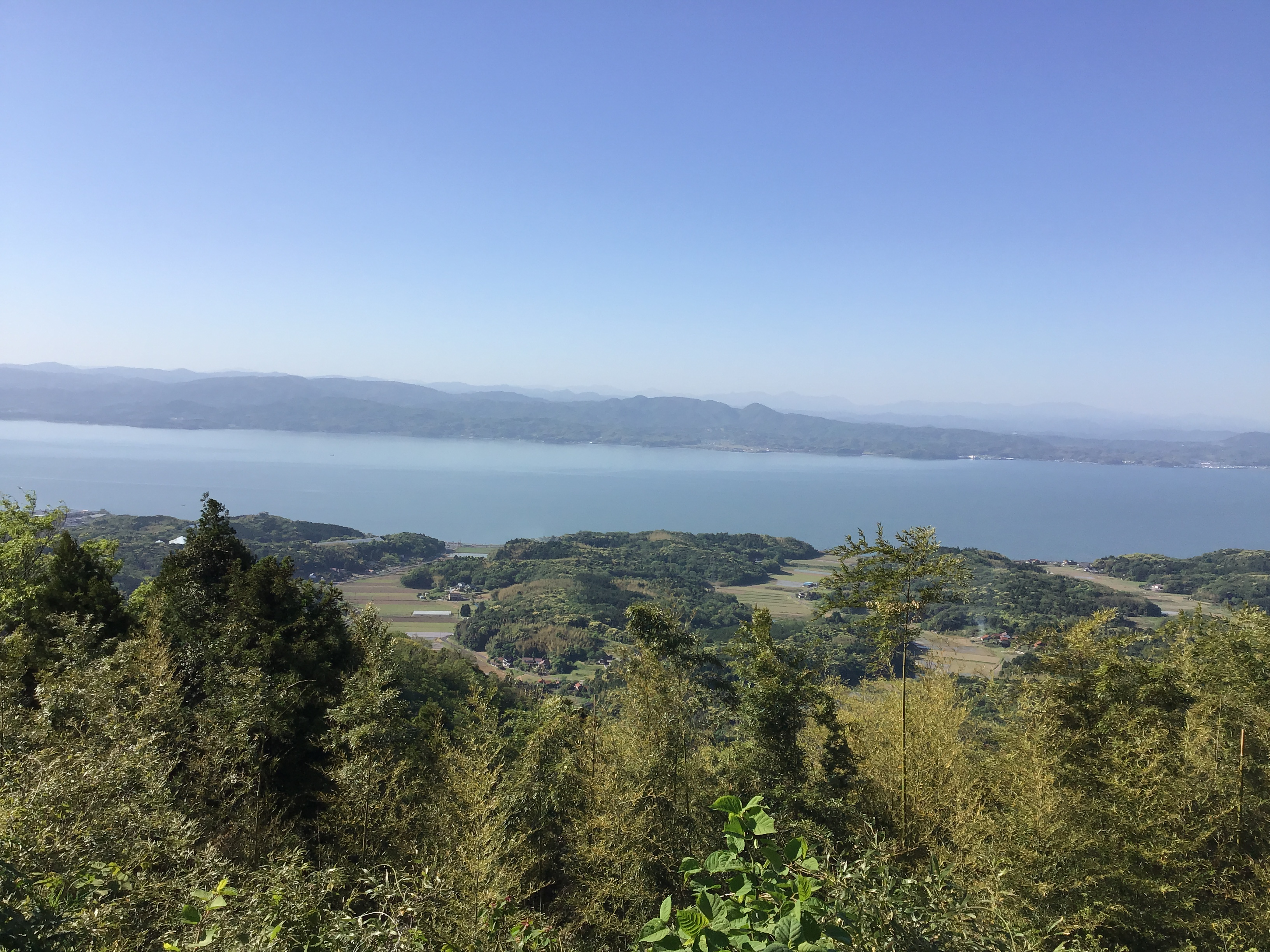
南側には宍道湖がみえる。

鎌倉時代
付近の地頭に補任された大野氏が戦国期に本格的に築いた。
戦国時代
大野氏は尼子氏に仕えていたが、後に毛利氏に服属し、毛利氏による宍道湖 - 中海の水上交通路確保のための重要な城となった。
月山富田城落城後に山中鹿之介らが起こした尼子家復興戦の際には、大野氏は尼子方についた後に毛利方に復帰した。しかし数年後に同じ出雲国衆の宍道氏に討ち果たされたため現在は遺構のみが残る。